# 시공전사 스필반
《시공전사 스필반》(일본어: 時空戦士スピルバン 지쿠센시 스피루반[*])은 일본 토에이에서 제작한 메탈 히어로 시리즈의 5번째 작품으로, 1986년 4월 7일부터 1987년 3월 9일까지 TV 아사히에서 방영되었다. 국내에서는 대영팬더가 사이보그 스필반이라는 이름으로 수입하였다. 메탈히어로 시리즈 최초로 히로인이 변신을 하는 작품이다.